# مافيا صربية
مافيا صربية هي عصابات إجرامية تتخذ من صربيا مقرا لها. تتألف تلك العصابات من الصرب وصرب الشتات وتتخذ أعمالا إجرامية مثل التهريب والاتجار بالأسلحة والاتجار بالمخدرات ولدى المافيا الصربية مجموعة كبيرة من الشبكات الاجرامية المنتشرة في جميع انحاء أوروبا.